# ユーリ・ヴォルコフ
ユーリ・ニコラエヴィチ・ヴォルコフ（ロシア語: Юрий Николаевич Волков, ラテン文字転写: Yurii Nikolaevich Volkov, 1954年9月19日 - ）は、ロシアの政治家。ロシア連邦議会国家会議（下院）副議長。国家会議の統一ロシア会派第一副代表。レニングラード（現サンクトペテルブルク）出身。

## 略歴
- 1982年、レニングラード大学を卒業する。
- 1982年から1983年まで、レニングラード大学法学部市民訴訟法学科長補佐。
- 2000年、北西連邦管区法律専門家作業部会長。
- 2001年、連邦会議（上院）コミ共和国首席代表。
- 2002年1月、ネネツ自治管区政府から連邦会議議員に選出される。
- 2001年から2002年、検察庁連邦会議全権代表、連邦会議国際関係委員。
- 2002年、上院議長顧問。
- 2003年3月29日から2005年4月23日まで、統一ロシア中央執行委員会議長、総評議会メンバー。
- 2003年12月7日、下院議員。情報政策委員会所属。